# 1821
- Wikisource

| Calendário gregoriano                                                        | 1821 MDCCCXXI                       |
| Ab urbe condita                                                              | 2574                                |
| Calendário arménio                                                           | 1270 – 1271                         |
| Calendário bahá'í                                                            | -23 – -22                           |
| Calendário budista                                                           | 2365                                |
| Calendário chinês                                                            | 4517 – 4518 Início a 3 de fevereiro |
| Calendário copta                                                             | 1537 – 1538                         |
| Calendário etíope                                                            | 1813 – 1814                         |
| Calendários hindus - Vikram Samvat - Calendário nacional indiano - Cáli Iuga | 1876 – 1877 1742 – 1743 4921 – 4922 |
| Calendário Holoceno                                                          | 11821                               |
| Calendário islâmico                                                          | 1236 – 1238                         |
| Calendário judaico                                                           | 5581 – 5582                         |
| Calendário persa                                                             | 1199 – 1200 Início a 21 de março    |
| Calendário rúnico                                                            | 2071                                |
| Calendário solar tailandês                                                   | 2364                                |

1821 (MDCCCXXI, na numeração romana) foi um ano comum do século XIX do Calendário Gregoriano, da Era de Cristo, e a sua letra dominical foi G (52 semanas), teve início numa segunda-feira e terminou também numa segunda-feira.
| Ano completo                         |
| ------------------------------------ |
| Ano comum com início à segunda-feira |

## Eventos
- A Espanha reconhece a independência da Venezuela.
- O Uruguai é anexado pelo Brasil.
- Alexis Bouvard publica tabelas astronômicas da órbita de Urano que sugeriam a existência de Neptuno.
- André Marie Ampère foi um físico francês estabeleceu a relação entre a electricidade e o magnetismo.

### Fevereiro
- 18 de fevereiro - D. João VI expede decreto que convoca os procuradores das cidades tanto do Reino do Brasil como das Ilhas dos Açores, Madeira e Cabo Verde, para tratar de leis constitucionais. Primeira convocação oficial de uma representação política no território brasileiro.[1]

### Março
- 1 de março - Revolução liberal inicia-se na ilha de São Miguel, Açores.
- 2 de março - Naufrágio no Porto da Calheta, Vila da Calheta do Brigue português de nome Conceição e Almas registado na praça de Ponta Delgada, ilha de São Miguel.
- 25 de março - A Grécia declara a independência do Império Otomano.
- 31 de março - É extinta a Inquisição em Portugal, por uma sessão das Cortes Gerais, Extraordinárias e Constituintes da Nação Portuguesa.

### Abril
- 1 de abril - Francisco António de Araújo encabeça uma primeira revolta constitucionalista em Angra (Açores), feita abortar pela força das armas pelo capitão-general Francisco de Borja Garção Stockler.
- 2 de abril - É feita a aclamação da causa constitucional em Angra, ilha Terceira.
- 3 de abril - Reposição do regime absolutista em Angra, ilha Terceira, em oposição aos acontecimentos do dia 2 de Abril.
- 26 de abril - O Rei D. João VI parte do Brasil, de volta para Portugal, deixando seu filho D. Pedro I como Regente do Brasil.

### Maio
- 5 de maio - Morte de Napoleão Bonaparte.
- 12 de maio - Proclamação do regime liberal na ilha do Faial, Açores.

### Julho
- 21 de julho - Fundação do Condado de St. Johns na Flórida, Estados Unidos.
- 28 de julho - O Peru declara a sua independência da Espanha. José de San Martín toma posse como o primeiro presidente do país

### Agosto
- 10 de agosto - Missouri torna-se o 24º estado norte-americano.
- 29 de agosto - Ocorre em Pernambuco a Convenção de Beberibe, movimento armado que culminou com a expulsão das tropas portuguesas do território pernambucano. O evento é considerado o início do processo de Independência do Brasil.

### Setembro
- 15 de setembro - A Guatemala, a Costa Rica, a Nicarágua, as Honduras e El Salvador declaram a sua independência da Espanha.
- 27 de setembro - O México declara a sua independência da Espanha.

### Outubro
- 5 de outubro - A Convenção de Beberibe consagra-se vitoriosa com a rendição das tropas portuguesas,expulsando-as definitivamente do território pernambucano, tornando Pernambuco a primeira província brasileira a se separar de Portugal.

### Novembro
- 28 de novembro - O Panamá declara a sua independência da Espanha.

### Dezembro
- 29 de dezembro - A Gazeta do Rio de Janeiro passa a se chamar Gazeta do Rio.
- 31 de dezembro - Nasce o Banco de Lisboa, o primeiro banco que existiu no Reino de Portugal, no espaço europeu.

## Nascimentos
- 9 de abril - Charles Baudelaire, poeta francês ( † 1867).
- 16 de abril - Ford Madox Brown, pintor inglês († 1893).
- 16 de maio (4 de Maio no calendário juliano) - Pafnuti Tchebychev, matemático russo († 1894).
- 26 de junho - Bartolomé Mitre, presidente da Argentina de 1862 a 1868 (m. 1906).
- 4 de agosto - James Springer White, também conhecido como Elder White, foi o co-fundador da Igreja Adventista do Sétimo Dia e marido de Ellen G. White. († 1881).
- 16 de agosto - Arthur Cayley, matemático britânico. († 1895).
- 30 de agosto - Anita Garibaldi - companheira de Giuseppe Garibaldi, personagem histórica da Guerra dos Farrapos († 1849).
- 31 de agosto - Hermann von Helmholtz, médico e físico alemão († 1894).
- 6 de outubro - Giuseppe Saracco, político italiano († 1907).
- 11 de novembro - Fiódor Dostoiévski, romancista russo ( † 1881).
- 12 de dezembro - Gustave Flaubert, romancista francês ( † 1880).
- ?? - Quintiliano Alves Ferreira, o Barão de São Roberto († 1895).

## Mortes
- 23 de fevereiro - John Keats, poeta romântico, na Itália, cidade de Roma. (n. 1795).
- 27 de fevereiro - Guilherme IX de Hesse-Cassel, primeiro eleitor de Hesse (n. 1743).
- 28 de fevereiro - Joseph de Maistre, diplomata e escritor francês (n. 1753)
- 22 de abril - John Crome, pintor inglês (n. 1768).
- 5 de maio - Napoleão Bonaparte, no exílio na Ilha de Santa Helena. (n. 1769).

## Por tema
- 1821 no Brasil
- 1821 na ciência
- 1821 no jornalismo
- 1821 na literatura
- 1821 na música